# Justiniano Andiarena
Justiniano Andiarena, nacido en Alsasua (Navarra, España), es un ex ciclista navarro, compitió entre los años 1934 y 1936, durante los que consiguió tres victorias.
Se dedicaba principalmente a correr pruebas de carácter local.

## Palmarés
1934
- Pamplona
- Urrestilla
- Campeonato de Navarra

## Equipos
- Independiente (1934)
- CD Español (1935)
- Unión Ciclista Navarra (1936)